# ASIC

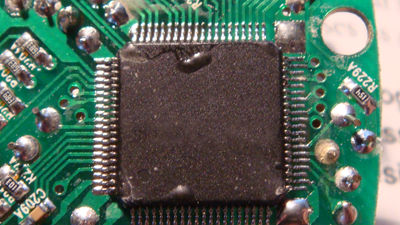
Een willekeurige ASIC

Een ASIC (een afkorting van application-specific integrated circuit, oftewel applicatie-specifieke geïntegreerde schakeling) is een IC die voor een specifieke toepassing is gemaakt.
Een ASIC kan ontworpen worden door gebruik te maken van een hardware beschrijvende taal zoals VHDL of Verilog. Moderne ASIC's worden – op logisch niveau – meestal samengesteld uit functionele blokken en kunnen bijvoorbeeld 32 bit-processoren (soft-cores), geheugenblokken, flash en andere grote blokken bevatten. Deze grote en modernere ASIC's worden omschreven als system-on-a-chip.
Een ASIC is een concurrent van de FPGA, die vaker geprogrammeerd kan worden maar duurder en (iets) minder snel is. Een ASIC wordt na het ontwerp in essentie gemaakt, niet geprogrammeerd, en kan bij eventuele fouten ook niet worden aangepast zoals dat met een FPGA of soortgelijke logica wel kan. Waar de grens tussen maken en programmeren ligt, hangt af van het specifieke systeem van een fabrikant.
Door de jaren heen is de ASIC complexer geworden. Was een ASIC vroeger nog opgebouwd uit zo'n 5000 poorten, tegenwoordig zijn dat er al snel meer dan 100 miljoen.

## Mining

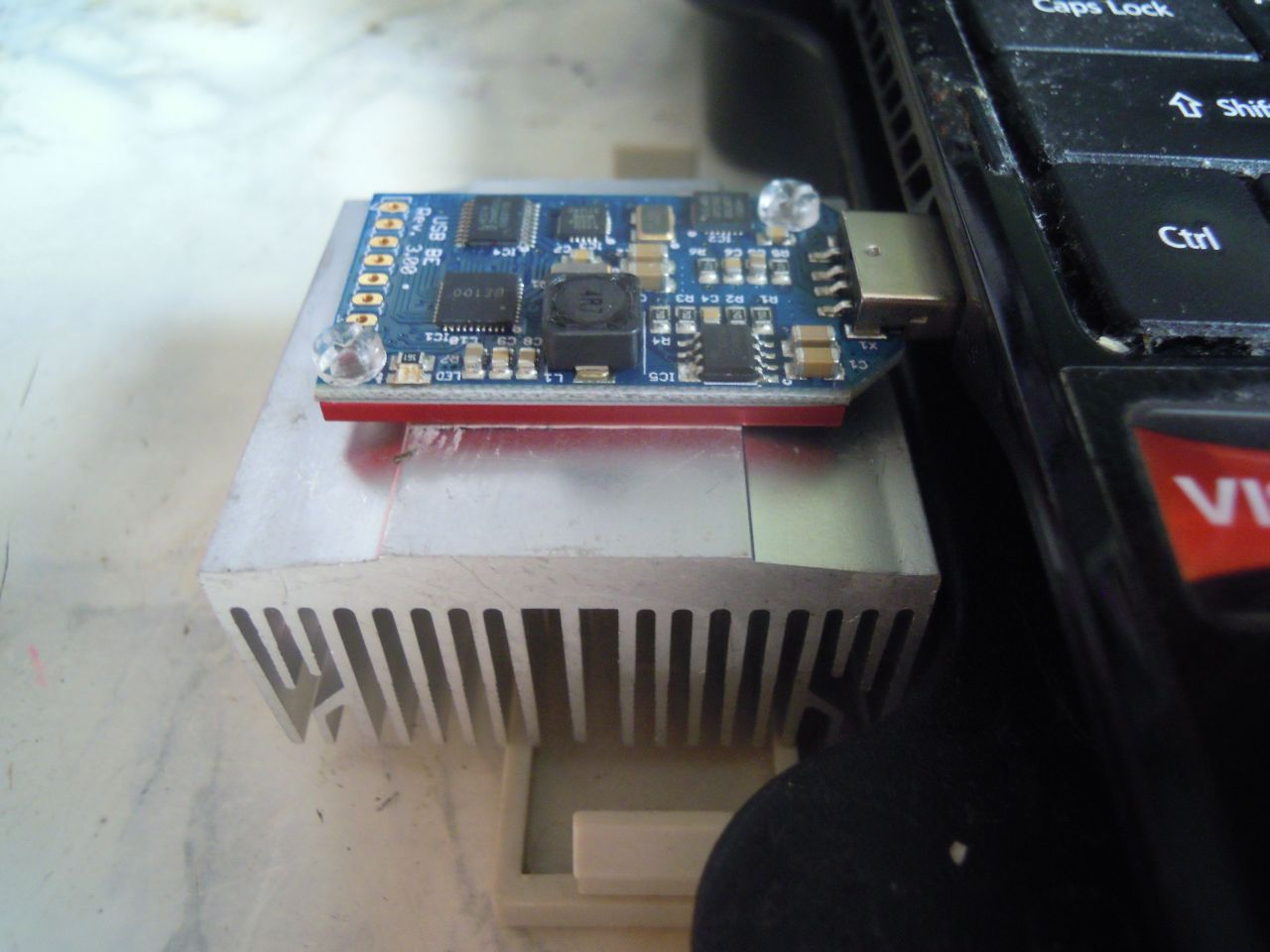
Een Bitcoinminer met een ASIC-chip

Sinds 2013 worden ASIC's gebruikt om cryptovaluta's met SHA-256-hashfunctie (waaronder bitcoin) mee te minen (delven). De speciaal daarvoor ontwikkelde chips zijn sneller en energiezuiniger per hash dan de GPU's die voorheen voor dat doel gebruikt werden. Doordat het wereldwijde gebruik van deze ASIC's voor een bepaalde cryptovaluta automatisch leidt tot het verhogen van de moeilijkheidsgraad van het minen van die cryptovaluta, heeft dit niet geleid tot energiebesparing, alleen tot het wegconcurreren van de GPU's voor mining.
Er zijn ook ASIC's voor cryptovaluta's op basis van scrypt, zoals Litecoin.

## Geschiedenis
De eerste ASIC werd rond 1980 gebouwd door het bedrijf Ferranti. De ASIC maakte gebruikt van gate-arrays. Een commerciële toepassing van bovenstaand voorbeeld is de ULA in de ZX Spectrum. Deze ASIC nam de taak op zich om de graphics te berekenen.